# Jakubowice (województwo dolnośląskie)
Jakubowice – osada w Polsce położona w województwie dolnośląskim, w powiecie oławskim, w gminie Oława. W pałacu w Jakubowicach wychował się archeolog Wilhelm Beliseus.Do rejestru zabytków w Jakubowicach  wpisano zespół pałacowy (3.08.1994r., nr rej.: 696/W/1-2): pałac, park, ruinę grobowca rodziny von Rosenberg-Lipinsky z początku XIX w.
W latach 1975–1998 miejscowość administracyjnie należała do województwa wrocławskiego.

## Zabytki
- pałac[4] Numer rejestru 944/WŁ z 1983-09-21; A/4196/944/Wł z 2010-11-08